# Swetla Boschkowa
Swetla Boschkowa (bulgarisch Светлана Божкова, engl. Transkription Svetla Bozhkova; * 13. März 1951 in Jambol) ist eine ehemalige bulgarische Diskuswerferin.
Bei den Leichtathletik-Europameisterschaften 1978 in Prag wurde sie Sechste und bei den Olympischen Spielen 1980 in Moskau Achte. Von 1978 bis 1980 wurde sie dreimal in Folge bulgarische Meisterin.
Ihre persönliche Bestleistung von 67,26 m stellte sie am 5. Juli 1980 in Sofia auf.